# Ludologie
Ludologie is gebaseerd op het Latijnse woord Ludus, wat spel betekent. 
De term wordt historisch gebruikt om de studie van spellen en dan vooral bordspellen aan te duiden. Frasca (2001) en andere computerspeldeskundigen gebruiken de term echter om de studie van het computerspel aan te duiden. Omdat het te ver voert om alle spellen daarbij te voegen, sluiten ze bordspellen en dergelijke uit. 
Het onderzoek naar computerspellen is vooral bepaald door wetenschappers die oude media daarbij als leidraad gebruiken. Zo is volgens Frasca het werk van Brenda Laurel gebaseerd op drama, het werk van Janet Murray op verhalen vertellen, drama en narratologie en het werk van Lev Manovich vooral op film. Volgens Frasca (2001) is dit niet geheel verwerpelijk, maar zien ze daarbij een aantal mogelijkheden van het computerspel over het hoofd. Het belangrijkste kenmerk van een computerspel is volgens Frasca namelijk niet het verhaal, maar de simulatie; de mogelijkheid om dynamische systemen te representeren.